# RPK-9 Miedwiedka
RPK-9/89R Miedwiedka – (NATO: SS-N-29) przeznaczona do zwalczania zanurzonych okrętów podwodnych rosyjska rakietotorpeda krótkiego zasięgu. Miedwiedka jest napędzanym paliwem stałym pociskiem rakietowym, który jako głowicę przenosi lekką torpedę typu 40. Torpeda ta wyposażona jest w aktywno-pasywny sensor akustyczny, dzięki któremu zdolna jest do śledzenia celu na głębokości 15 do 450 metrów. Torpeda typu 40 o średnicy 0,324 metra i wadze 450 kilogramów, może być wyposażona w głowice różnego typu, najczęściej jednak przenosi prawdopodobnie konwencjonalną głowicę eksplozyjną o masie 60 kilogramów.

## Rozwój konstrukcji
Proces rozwojowy rakietowego pocisku przeciwpodwodnego „Miedwiedka” rozpoczął się Moskiewskim Instytucie Termodynamiki w 1987 roku, a testy pocisku przeprowadzono w latach 1993-1997 na Morzu Czarnym. Do testów użyto nabrzeżnej instalacji startowej oraz wodolotu projektu 1145 (FAC-PHT) z dwiema poczwórnymi wyrzutniami. System otrzymał oznaczenie NATO SS-N-29. Przenoszący lekką torpedę pocisk zaprojektowany został do użycia z niewielkich okrętów o wyporności mniejszej niż 350 ton. W 1998 roku rozpoczęto testy zmodyfikowanego systemu, zaopatrzonego w możliwość pionowego startu, z dodatkowym wyposażeniem na ogonie odrzucanym po starcie. W pocisk tej odmiany wyposażone mają być prawdopodobnie korwety projektu 20380 oraz fregaty projektu 2009.

## Konstrukcja
Pocisk wyposażony jest w cztery nieskładane prostokątne skrzydła w części środkowej oraz cztery nieskładane płetwy sterowe na końcu korpusu. Długość pocisku pokrytego materiałem trudnopalnym wynosi 5,35 metra, średnica 0,4 metra, zaś masa startowa 750 kilogramów. ładunek bojowy rakietotorpedy stanowi naprowadzana akustycznie torpeda typu 40 z sonarem aktywno-pasywnym, dzięki któremu zdolna jest do śledzenia celów zanurzonych na głębokości między 15 a 450 metrów. Torpeda o średnicy 0,324 metra i wadze 450 kilogramów może zostać wyposażona w różnego rodzaju głowice bojowe, najczęściej jednak przenosi głowice kruszące o masie 60 kilogramów. RPK-9 może też zostać wyposażona w inne typy torped lekkich. Miedwiedka napędzana jest silnikiem rakietowym na paliwo stałe o programowanym czasie trwania ciągu, z zasięgiem minimalnym 1,5 kilometra oraz maksymalnym 25 kilometrów. Pocisk wyposażony jest w prosty bezwładnościowy system naprowadzania, zasięg pocisku jest ustalany w każdym przypadku przed startem przez okrętowy system kontroli ognia, w trakcie zaś lotu zaś kontrolowany jest przez układ odcinający ciąg silnika. W celu zapewnienia właściwego azymutu kierunku ataku, wyrzutnia pocisku musi być zawsze ustawiona w kierunku celu.
Pocisk wystrzeliwany jest z wyrzutni ze stopu aluminium, z dwoma albo czterema kontenerami startowymi w jednej wyrzutni. Przed startem wyrzutnia jest unoszona do właściwego kąta podniesienia oraz obraca się do właściwego azymutu względem celu. Wyrzutnia może obracać się wokół własnej osi o kąt 360°. Torpeda typu 40 uwalniana jest z pocisku nad celem, po czym opada na spadochronie uwalnianym po zanurzeniu torpedy w wodzie. Po uwolnieniu spadochronu, Typ 40 porusza się spiralnie w dół aż do akustycznego wykrycia okrętu podwodnego stanowiącego cel, kiedy następuje zapłon silnika torpedy na paliwo stałe nadającego jej prędkość do 115 węzłów.

## Status
Produkcja wstępna pocisku rozpoczęła się w roku 1995, po czym w roku 1997 RPK-9 wszedł na uzbrojenie. Według rosyjskich źródeł jednak, z uwagi na trudności finansowe pocisk nigdy nie został skierowany do produkcji pełnoskalowej. W pocisk ten został wyposażony jeden okręt testowy – wodolot „Władymirec”, który otrzymał osiem pocisków tego typu. Brak jest publicznie dostępnych informacji o eksporcie systemu, możliwe jest także, że program tego pocisku został anulowany na rzecz systemu Kalibr.